# Bosnie-Herzégovine au Concours Eurovision de la chanson 2008
La télévision bosniaque a lancé un double appel public début novembre 2007 dont les clauses de sélection sont relativement drastiques. Leur but est de dénicher la chanson et l'interprète qui la chantera au concours.
- La chanson doit être forcément écrite dans une des langues du pays (bosniaque, croate et serbe) et pourra éventuellement être traduite ultérieurement.
- L'interprète doit être un citoyen bosniaque, avoir au minimum trois ans d'expérience dans la musique (concerts) ou dans la télévision et avoir sorti trois albums et trois clips vidéos au minimum.

La date limite de l'envoi des candidatures était fixée au 10 décembre 2007. Une commission d'experts se réunira après cette date pour élire la chanson et l'interprète qui représenteront la Bosnie-Herzégovine à Belgrade. Ceux-ci seront dévoilés lors d'un show en direct le 2 mars 2008. Finalement, la commission d'experts a statué sur le cas de la Bosnie-Herzégovine le 27 décembre 2007, bien en avance sur la date annoncée.
Le représentant de la Bosnie-Herzégovine à Belgrade sera donc Elvir Laković, plus connu sous le nom de Laka qui nous interprètera Pokušaj. 
Il finit 9e de la première demi-finale du concours le 20 mai 2008 avec 72 points et qualifie donc la Bosnie-Herzégovine pour la finale du 24 mai 2008, où il termine 10e du concours avec 110 points.